# Troy Podmilsak
Troy Podmilsak (* 23. August 2004 in Park City, Utah) ist ein US-amerikanischer Freestyle-Skier. Er ist auf die Freeski-Disziplinen Big Air und Slopestyle spezialisiert und wurde 2023 Weltmeister im Big Air.

## Biografie
Troy Podmilsak gab im Alter von 15 Jahren sein Debüt im Nor-Am Cup und fand sich vor allem im Slopestyle auf Anhieb im erweiterten Spitzenfeld. Bei den Juniorenweltmeisterschaften in Kläppen galt er nach sehr guten Qualifikationsleistungen in beiden Disziplinen als Mitfavorit, musste sich aber schließlich mit den Plätzen neun und sechs begnügen. Im Februar 2020 feierte er in Aspen im Big Air den ersten Nor-Am-Sieg seiner Karriere. Zwei Jahre später gelangen ihm binnen weniger Wochen drei weitere Siege, womit er sich in der kombinierten Freeski-Disziplinenwertung auf Rang zwei verbesserte. Bei seinen zweiten Juniorenweltmeisterschaften 2022 in Leysin gewann er sowohl im Slopestyle als auch im Big Air die Goldmedaille.
Am 3. November 2019 gab Podmilsak in Modena sein Debüt im Freestyle-Skiing-Weltcup. Ohne zuvor in einem Finale gestanden zu haben, glückte ihm knapp drei Jahre später als Big-Air-Dritter in Chur sein erster Podestplatz. Die Disziplinenwertung schloss er nach einem sechsten Platz in Copper Mountain als Zweiter hinter Birk Ruud ab. Nachdem er als jüngster Athlet einen Triple Cork 1440 hatte landen können, stand er bei den X-Games 2023 als erste Person überhaupt einen Switch Double Bio 1980 und wurde Sechster. Bei seinen ersten Weltmeisterschaften in Bakuriani kam Podmilsak zunächst nicht über Slopestyle-Rang 34 hinaus. In seiner Paradedisziplin Big Air gewann er vor Lukas Müllauer und Slopestyle-Weltmeister Birk Ruud die Goldmedaille.  Auch dank eines erstmals erfolgreich gelandeten Triple 2160 Mute Grab, einer dreifach geschraubten sechsfachen Drehung, erreichte er insgesamt 187,75 Punkte.

## Erfolge

### Weltmeisterschaften
- Bakuriani 2023: 1. Big Air, 34. Slopestyle
- Engadin 2025: 7. Slopestyle

### Weltcup
- 8 Platzierungen unter den besten zehn, davon 1 Podestplatz

### Weltcupwertungen
| Saison  | Gesamt | Gesamt | Slopestyle | Slopestyle | Big Air | Big Air | Park & Pipe | Park & Pipe |
| Saison  | Platz  | Punkte | Platz      | Punkte     | Platz   | Punkte  | Platz       | Punkte      |
| ------- | ------ | ------ | ---------- | ---------- | ------- | ------- | ----------- | ----------- |
| 2019/20 | 260.   | 0,8    | –          | –          | –       | –       | –           | –           |
| 2022/23 | –      | –      |            |            | 2.      | 100     |             |             |

### Juniorenweltmeisterschaften
- Kläppen 2019: 6. Big Air, 9. Slopestyle
- Leysin 2022: 1. Big Air, 1. Slopestyle

### Nor-Am Cup
- Saison 2018/19: 5. Slopestyle-Wertung, 8. Big-Air-Wertung
- Saison 2019/20: 7. Slopestyle-/Big-Air-Wertung
- Saison 2021/22: 2. Slopestyle-/Big-Air-Wertung
- 6 Podestplätze, davon 4 Siege:

| Datum            | Ort              | Land   | Disziplin |
| ---------------- | ---------------- | ------ | --------- |
| 15. Februar 2020 | Aspen            | USA    | Big Air   |
| 28. Januar 2022  | Mammoth Mountain | USA    | Big Air   |
| 9. Februar 2022  | Calgary          | Kanada | Big Air   |
| 15. Februar 2022 | Aspen            | USA    | Big Air   |

### Weitere Erfolge
- 1 Podestplatz im Australia New Zealand Cup